# Electropedia
Electropedia (znana też jako IEV Online) – najbardziej wszechstronna na świecie baza terminów i definicji z zakresu szeroko pojętej elektrotechniki. Zawiera ponad 20 tys. definicji i terminów w językach angielskim i francuskim. 
Electropedia tworzona jest przez międzynarodową organizację IEC.